# Долно Мелничани
Долно Мелничани (на македонска литературна норма: Долно Мелничани; на албански: Melniçani i Poshtëm) е село в Северна Македония, в община Вапа (Център Жупа).

## География
Селото е разположено в областта Мала река в северните склонове на планината Стогово.

## История
В XIX век Долно Мелничани е българско село в Реканска каза на Османската империя. Църквата „Въведение Богородично“ е от XIX век. В „Етнография на вилаетите Адрианопол, Монастир и Салоника“, издадена в Константинопол в 1878 година и отразяваща статистиката на населението от 1873 година, Долно Мелниче (Melnitché dolno) е посочено като село с 50 домакинства, като жителите му са 164 българи.
Според статистиката на Васил Кънчов („Македония. Етнография и статистика“) в 1900 Долно Мелничани има 250 жители българи християни.
На Етнографската карта на Битолския вилает на Картографския институт в София от 1901 година Долно Мелничане е чисто българско село в Реканската каза на Дебърския санджак с 35 къщи.
Според митрополит Поликарп Дебърски и Велешки в 1904 година в Долне Мелничани има 38 сръбски къщи. По данни на секретаря на Българската екзархия Димитър Мишев („La Macédoine et sa Population Chrétienne“) в 1905 година в Долно Мелничани има 280 българи екзархисти и в селото функционира българско училище.
На 1 ноември 1910 година сръбският владика Варнава Дебърски се опитва да посети Долно Мелничани, за да служи на храмовия празник Свети Безсребреници Козма и Дамян, но селяните не му позволяват. Вместо това службата е извършена от българския митрополит Козма Дебърски.
Според статистика на вестник „Дебърски глас“ в 1911 година в Долно Мелничани има 33 български екзархийски и 12 патриаршистки къщи (от 1905 г.). В селото работи сръбско училище с 1 учител и 9 ученици.
При избухването на Балканската война в 1912 година 4 души от селото са доброволци в Македоно-одринското опълчение.
В 1915 година, по време на Първата световна война, селото е анексирано от Царство България. Към 1 март 1916 година Долно Мелничане е част от Раичката община на българската Дебърска околия.
Според преброяването от 2002 година селото има 11 жители македонци.

## Личности
Родени в Долно Мелничани
- Лука Апостолов Андонов, македоно-одрински опълченец, (19) 22-годишен, 2 рота на 1 дебърска дружина[12] Носител на орден „За храброст“ III степен от Първата световна война.[13]